# أرض الوفرة

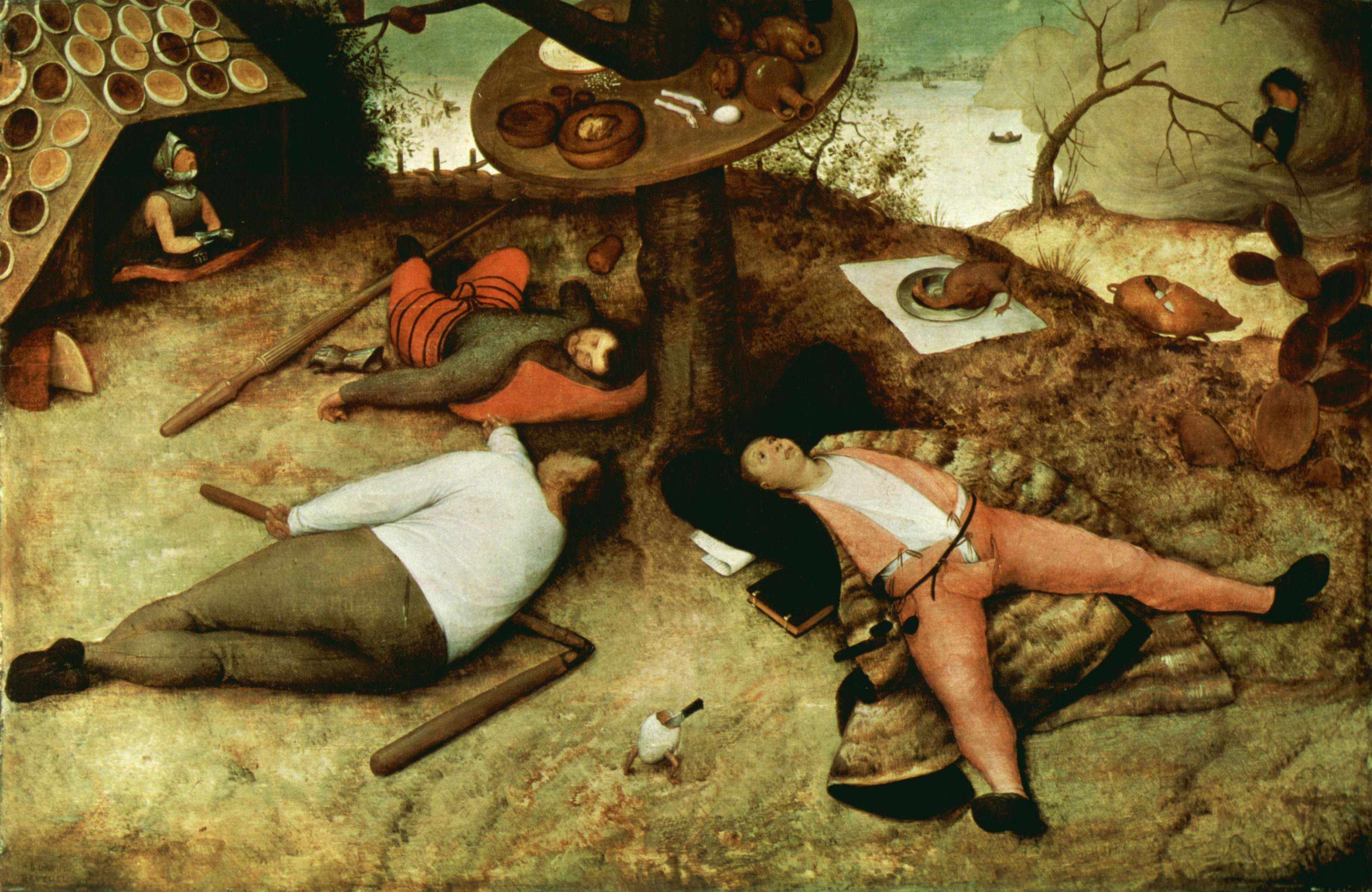

أرض الوفرة أو النعيم هي أرض مليئة بالوفرة في أساطير العصور الوسطى ومكان خيالي للرفاهية والراحة حيث تكون وسائل الراحة الجسدية والمتعة في متناول اليد دائمًا وحيث لا تكون قسوة حياة الفلاحين في العصور الوسطى متاحة.